# جوزيب كرنيتش
جوزيب كرنيتش (بالكرواتية: Josip Crnić)‏ مواليد 11 يناير 1989 في رييكا، هو لاعب كرة يد كرواتي يلعب كجناح أيمن. مثل منتخب كرواتيا لكرة اليد. حقق المركز الثاني في بطولة العالم لكرة اليد للرجال شباب.

## الإنجازات
- الدوري الكرواتي لكرة اليد الوصافة (4): 2008، 2011-12، 2014-15، 2015–16